# Unione Sportiva Ausonia La Spezia 1945-1946
Questa voce raccoglie le informazioni riguardanti l'Unione Sportiva Ausonia La Spezia nelle competizioni ufficiali della stagione 1945-1946.

## Rosa
| N. |                      | Ruolo | Calciatore          |
| -- | -------------------- | ----- | ------------------- |
|    | Italia (bandiera)    | C     | Angelo Bollano      |
|    | Italia (bandiera)    | P     | Sergio Bani         |
|    | Italia (bandiera)    | D     | Buscaglione         |
|    | Italia (bandiera)    | P     | Giuseppe Castellini |
|    | Italia (bandiera)    | A     | Castiglia           |
|    | Italia (bandiera)    | A     | Cipelli             |
|    | Italia (bandiera)    | C     | Grassi              |
|    | Italia (bandiera)    | D     | Guarnieri           |
|    | Argentina (bandiera) | C     | Hugo Lamanna        |

| N. |                   | Ruolo | Calciatore    |
| -- | ----------------- | ----- | ------------- |
|    | Italia (bandiera) | C     | Macelloni     |
|    | Italia (bandiera) | D     | Merlo         |
|    | Italia (bandiera) | C     | Lino Oldoini  |
|    | Italia (bandiera) | D     | Sergio Persia |
|    | Italia (bandiera) | D     | Wando Persia  |
|    | Italia (bandiera) | D     | Pucci         |
|    | Italia (bandiera) | A     | Salaoni       |
|    | Italia (bandiera) | A     | Vignudelli    |